# Teorie Heartlandu
Teorie Heartlandu je geopolitická a strategická teorie britského geografa Halforda Mackindera. Ve své eseji „Geografická osa dějin“ (1904), kterou nejprve předložil Královské geografické společnosti a později vydal jako součást svého díla „Demokratické ideály a skutečnost“, formuloval tuto teorii jako varování svým krajanům. Zabýval se významem geografie, technologie, ekonomiky, průmyslu a surovinových a populačních zdrojů při srovnávacím hodnocení pozemní a námořní síly. Pod vlivem první světové války svou teorii aktualizoval. Jeho koncept Heartland je některými považován za „pravděpodobně nejvýznamnější myšlenku v dějinách geopolitiky“.

## Teorie

### Světový ostrov a „Heartland“

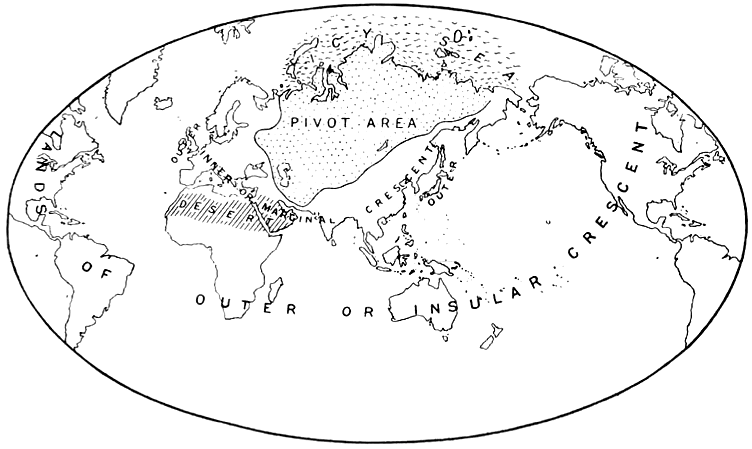
Mapa „Heartland Theory“, kterou vydal Mackinder v roce 1904.

Podle Mackindera lze svět rozdělit na následující oblasti:
- Světový ostrov, který se skládá z přilehlých kontinentů Evropy, Asie a Afriky . Jedná se o největší, nejlidnatější a nejbohatší ze všech možných spojení zemí.
- Vnitřní půlměsíc (Inner or marginal crescent), který zahrnuje zbytek pevninské Evropy a Asie a severní Afriku.
- Vnější půlměsíc (Lands of outer or insular crescent), ke kterému patří americký dvojkontinent, Austrálie a Japonsko.

Heartland (Pivot Area) leží uprostřed Světového ostrova a rozkládá se od Volhy po řeku Jang-c'-ťiang a od Himálaje po Arktidu. Mackinderův Heartland bylo území, kterému vládlo Ruské impérium, později Sovětský svaz, s výjimkou poloostrova Kamčatka.

### Hlavní rysy teorie
Stejně jako ostatní ortodoxní geopolitické teorie vycházel Mackinder ze svého materialistického pohledu na lidstvo, v němž lidé mezi sebou soupeří o území a zdroje v rámci svých potřeb bezpečnosti a prosperity. V tomto kontextu spatřoval Mackinder konec kolumbovské éry pro britské impérium. Tato éra, trvající od znovuobjevení amerického kontinentu Kryštofem Kolumbem, se vyznačovala relativní převahou námořní moci nad mocí pozemní.

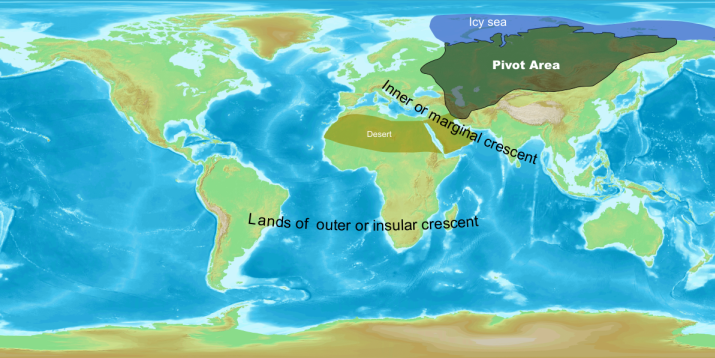
Rozdělení „světového ostrova“ v Mackinderově teorii Heartlandu

Na rozdíl od teorie Alfreda Thayera Mahana o výlučné historické dominanci námořní síly Mackinder zdůrazňuje, že v průběhu dějin působily jako rozhodující faktory jak pozemní, tak námořní síla. Expanzivní pozemní mocnost často dokázala porazit námořní mocnost tím, že dobyla její základny na souši. Skutečná kontrola světových oceánů Británii zajišťovala univerzální hegemonii až do 20. století. Poté podle Mackindera ztratila hegemonii ve světovém obchodě díky vynálezu parního stroje a motoru a následnému vzniku silniční a železniční dopravní sítě. Moc Velké Británie byla oslabena ve prospěch kontinentálních států.

Pokud by si podle Mackinderovy teorie tzv. „srdce“ kontinentu - tedy západní Sibiř a evropské Rusko - vybudovalo vhodné dopravní trasy a v návaznosti na ně i vysoký stupeň průmyslové a hospodářské penetrace, bude moci uplatňovat odpovídajícím způsobem větší moc. Mocný kontinentální stát, který by měl k dispozici všechny výdobytky moderní technologie, by mohl získat nadvládu nad celým „Světovým ostrovem“ tím, že by vládl nad tímto „srdcem“. Mackinder tuto myšlenku formuloval v následující větě často citované v literatuře:
| „                                                   | „Who rules Eastern Europe commands the Heartland. Who rules the Heartland commands the World Island. Who rules the World Island commands the World.“ V překladu: „Kdo vládne východní Evropě, ovládá Heartland. Kdo vládne Heartlandu, ovládá Světový ostrov. Kdo vládne Světovému ostrovu, ovládá svět“ | “ |
| — Mackinder, Demokratic Ideals and Reality, s. 106. | |   |

Mackinder definoval „Světový ostrov“ jako Eurasii společně s Afrikou. Surovinové a populační zdroje celé této oblasti by umožnily ovládnout kontinentální „periferii“ a postupně také americký a australský kontinent a Japonsko.
S odkazem na aktuální vývoj světové politiky ve své době Mackinder věřil, že kdyby Německo soustředilo všechny své síly na ovládnutí východu - „heartlandu“ - mohlo by odtud převzít kontrolu nad „Světovým ostrovem“ a připravit námořní mocnosti o jejich základny na pevnině. Domníval se, že atlantické mocnosti se tomuto nebezpečí vyhnuly jen o vlásek díky první světové válce. Mackinder také pronesl proroctví, že toto nebezpečí není navždy zažehnáno.